# Окленд (регбийный клуб)
«Окленд» (англ. Auckland) — новозеландская регбийная команда из одноимённого региона, являющаяся сборной Регбийного союза Окленда. Традиционные цвета клуба — белый и тёмно-синий. Является наиболее титулованной региональной сборной — 16 побед в чемпионате. Последний раз победа в турнире была одержана в 2007 году. «Окленд» — основной фарм-клуб команды «Окленд Блюз», выступающей в Супер Регби. Домашние матчи проводит на стадионе «Иден Парк», вмещающем 50 тысяч зрителей. За «Окленд» играло рекордное число «Олл Блэкс» — 181, последним из них стал Патрик Туипулоту в 2014 году.

## История
Клуб 16 раз в своей истории выигрывал Национальный провинциальный чемпионат. Кроме того, «Окленду» принадлежат рекорды по количеству завоеваний Трофея Рэнфёрли (16), абсолютному количеству матчей по его удержанию (148) и самой долгой серии (61 матч с 14 сентября 1985 по 18 сентября 1993).

### Наиболее успешные периоды
На протяжении всей своей истории у «Окленд» было несколько знаменательных периодов. Первый начался вскоре после создания клуба — в течение 6 сезонов начиная с 1897 года команда не проиграла ни одного матча. Второй, называющийся также «золотой эрой» пришёлся на 1960—1963 годы. Кроме этого, в промежутке между 1982 и 2007 годом клуб выиграл 16 из 26 Национальных провинциальных чемпионатов, что по прежнему остаётся рекордом.
«Окленд» стал первым обладателем Трофея Рэнфёрли в 1902 году и до 2007 года выиграл 153 из 194 матчей, являясь держателем трофея. За эти 105 лет клуб трижды держал у себя трофей на протяжении длительного срока: с 1905 по 1913 (23 матча), с 1960 по 1963 (25 матчей) и с 1982 по 1993 (61 матч).

## Титулы
- Национальный провинциальный чемпионат/Кубок Air New Zealand/Кубок ITM (16):
  - 1982, 1984, 1985, 1987, 1988, 1989, 1990, 1993, 1994, 1995, 1996, 1999, 2002, 2003, 2005, 2007
- Южно-Тихоокеанский чемпионат/Супер 6/Супер 10 (5):
  - 1986, 1987 (совместно с «Кентербери»), 1988, 1989, 1990
- Трофей Рэнфёрли (16), в скобках указана серия матчей:
  - 1902-04 (0), 1905-13 (23), 1934-35 (1), 1952 (0), 1959 (2), 1960-63 (25), 1965 (3), 1971 (1), 1972 (0), 1974-76 (10), 1979 (6), 1985-93 (61), 1995-96 (3), 1996-97 (6), 2003-04 (2), 2007-08 (5)

## Текущий состав
Состав на 2015 год